# Cindy Herron
Cynthia Ann Herron, född 26 september 1961 i Oakland, Kalifornien, USA, är en amerikansk sångare och skådespelare. Herron började sin karriär under 1980-talet som bakgrundssångare och fick titeln Miss San Francisco 1986. 1988 valdes hon ut av musikproducenterna Denzil Foster och Thomas McElroy att bli gruppmedlem i En Vogue. 

## Tidiga år
Herron föddes i Oakland, Kalifornien. Hon är av blandat påbrå med en afroamerikansk pappa och en tysk (vit) mamma. Herron började sin karriär med att uppträda på kabaré och fick jobb som bakgrundssångare åt flera olika musiker i San Francisco Bay Area. Hon deltog även i flera skönhetstävlingar och erhöll titeln Miss San Francisco 1986 och slutade på andraplatsen i Miss California samma år.

## En Vogue
1988 valdes Herron, Dawn Robinson och Maxine Jones av musikproducenterna Denzil Foster och Thomas McElroy till en musikgrupp. Terry Ellis valdes i slutskedet att bli en fjärde medlem och gruppen fick namnet En Vogue. Under 2004 valde Herron att inte turnera med En Vogue men återvände följande år. Herron och Ellis är de enda medlemmarna av gruppen att medverka på alla deras studioalbum.

## Sångröst
Herron är en klassiskt skolad sopran. Hon var ofta huvudsångare i En Vogue vilket hörs i låtar som "Hold On" och "Lies" eller delade huvudsången med Dawn Robinson.